# بروونویل (نبراسکا)
بروونویل(به انگلیسی: Brownville) شهری در ایالت نبراسکا کشور ایالات متحده آمریکا است که جمعیت آن در سرشماری سال ۲۰۱۰ میلادی، ۱۳۲ نفر بوده‌است.